# Krytyka językowa
Krytyka językowa – działalność metajęzykowa mająca na celu doskonalenie poziomu wypowiedzi językowych. Przedmiotem krytyki językowej są wypowiedzi językowe, które odstępują od wyobrażeń nt. kultury języka.
W krytyce językowej uczestniczą zarówno zwykli użytkownicy języka, jak i specjaliści. Fachowa krytyka językowa opiera się na teoretycznych kryteriach oceny, tj. kryteriach kodyfikacji i kultury mowy. Są to takie kryteria jak normatywność, funkcjonalność i systemowość (które często – choć nie zawsze – pokrywają się ze sobą). Krytyka językowa może być związana z refleksją nad sposobem wypowiedzi, wrażliwością językową i wyczuleniem na konfliktogenne praktyki językowe.
W zależności od podejścia krytyka językowa może dążyć do purystycznej oceny zachowań językowych (zob. puryzm) bądź do traktowania ich w sposób bardziej tolerancyjny.
Pojęcie było wykorzystywane przez przedstawicieli Praskiego Koła Lingwistycznego, stanowiąc część teorii kultury języka. Krytykę językową rozumiano jako działalność skierowaną wobec konkretnych wypowiedzi językowych, przy odwołaniu do skodyfikowanych norm językowych (gramatycznych, leksykalnych, frazeologicznych, ortoepicznych, ortograficznych) oraz aktualnych wymagań ideologicznych i estetycznych wobec języka.